# قريضة (بلدة)
قريضة: هي بلدة كبيرة تقع في جنوب غرب السودان على ارتفاع 1586 قدمًا (484 مترًا) فوق مستوى سطح البحر وتقع حوالي 100كم جنوب نيالا ويبلغ عدد سكانها أكثر من مائة ألف نسمة وبحلول عام 2006 كانت قريضة أكبر مخيم للنازحين داخليًا في دارفور، حيث يقدر عددهم بنحو 120.000 شخص بسبب تصاعد العنف ضد المدنيين في المنطقة، أدى النمو السكاني السريع إلى إحتمالية مخاطر صحية هائلة، حيث يعيش عشرات الآلاف من الأشخاص في ظروف صعبة
في يونيو 2007 قررت منظمة أوكسفام إغلاق عمليتها الإنسانية بشكل دائم في قريضة بسبب إحجام السلطات هناك عن تحسين الوضع الأمني ووقف الهجمات على عمال الإغاثة
في نوفمبر 2013 وجدت بعثة ميدانية مشتركة بين الوكالات إلى قريضة بقيادة مكتب الأمم المتحدة لتنسيق الشؤون الإنسانية (OCHA) أن 1,976 أسرة (9880 شخصًا) قد نزحوا إلى المنطقة منذ أبريل 2013 ويشمل ذلك الأشخاص النازحين بسبب القتال بين القوات المسلحة السودانية والجبهة الثورية السودانية.